# Amtsgericht Warstein

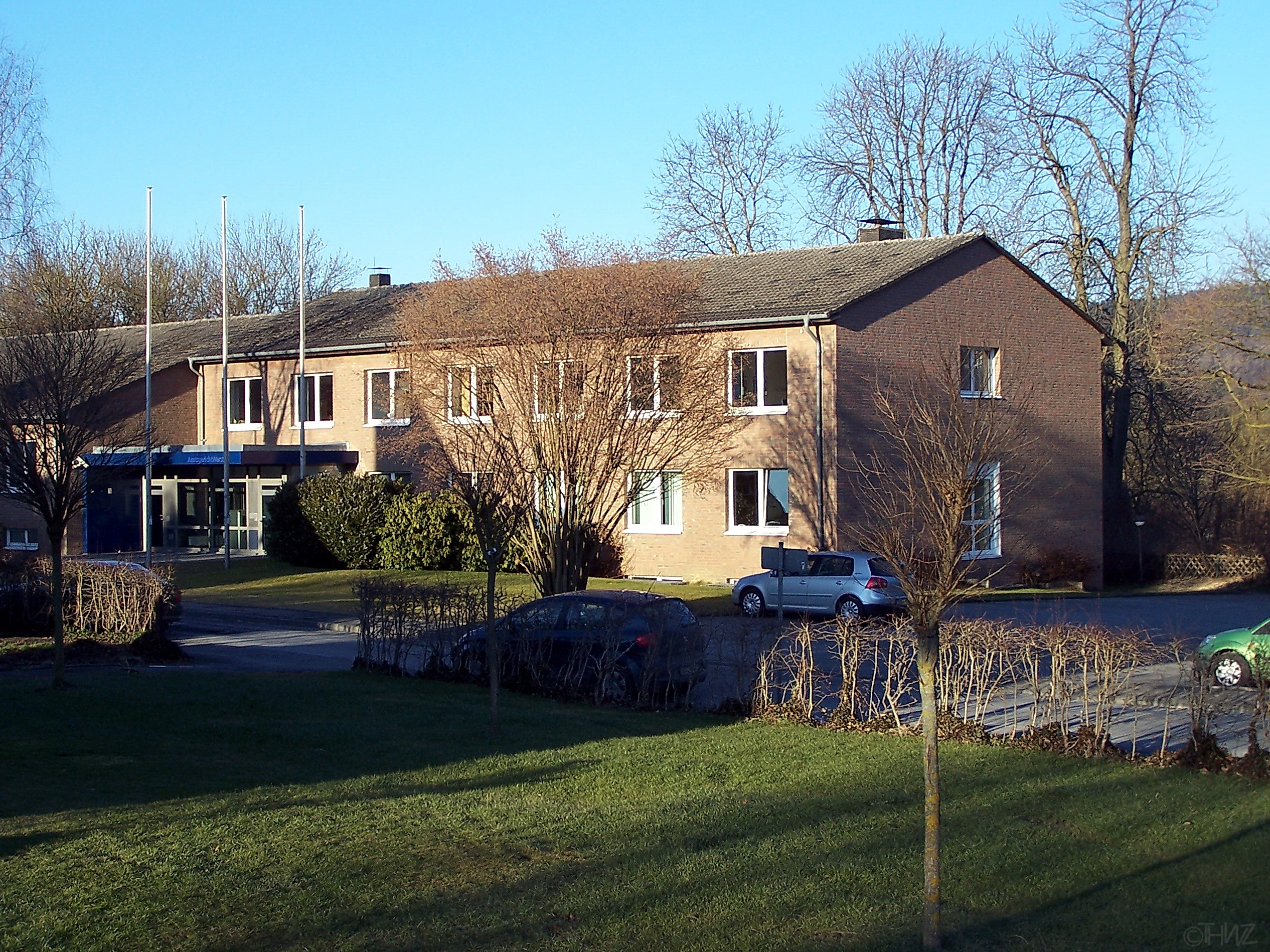
Amtsgericht Warstein (2009)

Das Amtsgericht Warstein ist ein Gericht der ordentlichen Gerichtsbarkeit und eines von zehn Amtsgerichten (AG) im Bezirk des Landgerichts Arnsberg.

## Gerichtssitz und -bezirk
Das Gericht hat seinen Sitz in Warstein im Kreis Soest. Der 316 km² große Gerichtsbezirk umfasst das Gebiet der Gemeinden Warstein und Rüthen mit rund 38.000 Einwohnern. Für die Führung des Handels-, des Genossenschafts- und des Vereinsregisters sowie für Insolvenzverfahren aus dem Bezirk des Amtsgerichts Warstein ist das Amtsgericht Arnsberg zuständig. Das Amtsgericht Soest ist für die Landwirtschafts- und Schöffensachen des Amtsgerichtsbezirks Warstein zuständig. Dem Amtsgericht Warstein ist das Landgericht Arnsberg übergeordnet. Zuständiges Oberlandesgericht ist das Oberlandesgericht Hamm.

## Gebäude
Das Amtsgericht Warstein hat 1965 sein eigenes Gebäude Bergenthalstraße 11 bezogen. Bis dahin war es im alten Rathaus untergebracht.

## Geschichte
In Warstein bestand von 1849 bis 1879 die Gerichtskommission Warstein des Kreisgerichts Lippstadt. Im Rahmen der Reichsjustizgesetze wurden 1879 reichsweit einheitlich Oberlandes-, Land- und Amtsgerichte gebildet. Das königlich preußische Amtsgericht Warstein wurde mit Wirkung zum 1. Oktober 1879 als eines von 19 Amtsgerichten im Bezirk des Landgerichtes Arnsberg im Bezirk des Oberlandesgericht Hamm gebildet. Der Sitz des Gerichts war die Stadt Warstein. Sein Gerichtsbezirk umfasste aus dem Kreis Arnsberg das Amt Warstein. Am Gericht bestand 1880 eine Richterstelle. Das Amtsgericht war damit ein kleines Amtsgericht im Landgerichtsbezirk.